# Schlacht von Milet
Die Schlacht von Milet war eine Schlacht im Peloponnesischen Krieg, in der ein Expeditionsheer Athens im Jahre 412 v. Chr. einer Allianz der Städte Milet und Chios mit Sparta und dem Achämenidenreich gegenüberstand. Obwohl die Athener siegten, beschleunigte die Schlacht den Abfall Ioniens vom Attischen Seebund.

## Abfall Ioniens
Nach dem Untergang des attischen Expeditionsheeres in Sizilien im Jahre 413 v. Chr. suchten die Untertanen Athens die Gelegenheit zu nutzen, um sich aus ihrer Abhängigkeit zu befreien. Führende Politiker aus Chios und Euboia nahmen Verbindung zu Sparta auf, um den Übertritt ihrer Inseln anzubieten. Auf Anraten des athenischen Überläufers Alkibiades entschied man in Sparta, zunächst das Angebot von Chios anzunehmen, dessen zentrale Position und keineswegs unbedeutende Flotte die Chance bot, auch die übrigen Inseln und Städte Ioniens herüberzuziehen.
Nach Ankunft einer kleinen Hilfsflotte von nur fünf Schiffen unter Führung des Alkibiades und des Spartaners Chalkideus fiel Chios im Sommer 412 v. Chr. von Athen ab. Die Chier betrieben ihre Sache danach energisch und brachten in rascher Folge die wichtigsten Nachbarn auf dem ionischen Festland zum Beitritt: Erythrai, Klazomenai und Teos. Mit einer von den Chiern auf 20 Schiffe verstärkten Flotte gelang Chalkideus und Alkibiades anschließend ein gleicher Erfolg in Milet.

## Blockade Milets
Die Athener hatten indes eine neue Flotte von 19 Trieren ausgerüstet und bei Samos zusammengezogen, die nach Sichtung der vorbeifahrenden Chier die Verfolgung aufnahm und Milet fast gleichzeitig erreichte, jedoch zu spät, um den Abfall noch zu verhindern. Von den Milesiern abgewiesen, landeten die Feldherren Thrasykles und Strombichides deshalb auf der vorgelagerten Insel Lade und blockierten von dort die Chier im Hafen von Milet.
Nach Ankunft des Chalkideus begab sich der persische Satrap Tissaphernes von Lydien nach Milet, wo alsbald ein Bündnis zwischen Sparta und dem Großkönig Dareios II. zustande kam. Chalkideus sollte die Früchte dieses Abkommens jedoch nicht lange genießen, da er wenig später bei der Abwehr eines Landeunternehmens der Athener unweit des Heiligtums von Didyma beim milesischen Panormos ums Leben kam.

## Schlachtverlauf
Gegen den Abfall Ioniens stellten die Athener Ende des Sommers eine Streitmacht von 48 Schiffen mit 3.500 Schwerbewaffneten zusammen, die von ihrer Basis in Samos auf das Festland übersetzte und vor Milet lagerte. Befehlshaber der Athener, in deren Heer auch 1.500 Argeier und 1.000 sonstige Verbündete mitkämpften, waren Phrynichos, Onomakles und Skironides. 

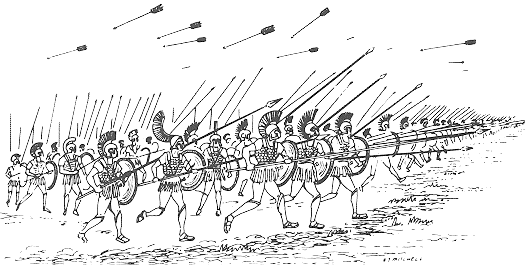
Vorstürmende Hoplitenphalanx

Gegen diese Streitmacht rückten die Milesier mit 800 Hopliten aus, unterstützt durch die mit Chalkideus und Alkibiades eingetroffenen Peloponnesier und Chier sowie einige persische Soldtruppen und Reiter unter Führung des Tissaphernes. Die Milesier als Herren des Landes nahmen entsprechend der Militärtradition den rechten Flügel ein. Ihnen gegenüber auf dem athenischen linken Flügel standen die Hopliten aus Argos, die sich als Dorer den Ioniern überlegen fühlten und deshalb ohne besondere Ordnung vorstürmten, sodass sie von den ortskundigen Milesiern überraschend besiegt wurden und 300 Mann verloren.

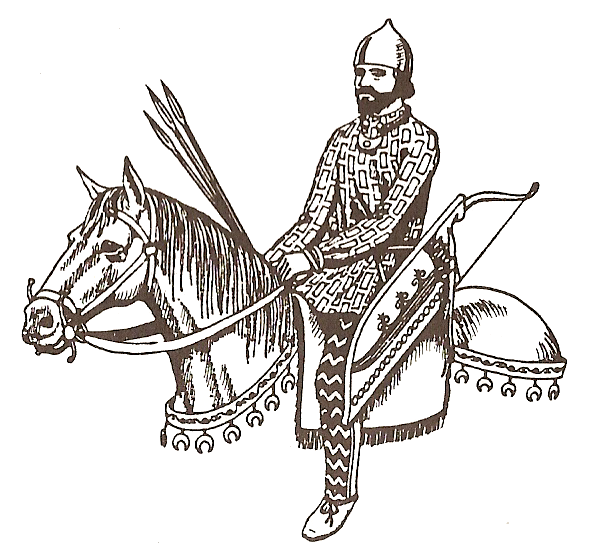
Persischer Reiter

Auf dem anderen Flügel überwogen dagegen die Athener und ihre übrigen Verbündeten, die zuerst die Peloponnesier besiegt und dann die persischen Söldner zurückgedrängt hatten. Bevor sie sich auch gegen die ungeschlagenen Milesier wenden konnten, hatten diese sich jedoch hinter ihre Mauern zurückgezogen.
Nach der Schlacht begannen die Athener mit Belagerungsarbeiten, um die Stadt abzuriegeln, da sie meinten, dass ihnen nach der Rückeroberung Milets auch der Rest Ioniens bald wieder zufallen werde. Unterdessen war jedoch Alkibiades, der bei der persischen Kavallerie mitgekämpft hatte, zur nächsten Bucht im Süden geritten, wo er im Hafen Teichiussa eine peloponnesisch-sizilische Hilfsflotte mit 55 Schiffen unter dem Kommando des Spartaners Therimenes und des Syrakusers Hermokrates antraf, denen er von der verlorenen Schlacht berichtete.

## Rückzug nach Samos

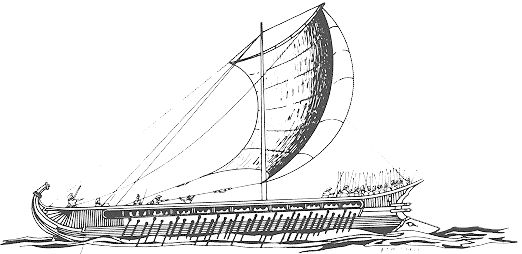
Griechische Triere

Der attische Feldherr Phrynichos hatte in der gleichen Nacht ebenfalls Kunde von der Ankunft der feindlichen Flotte erhalten. Während seine Kollegen daraufhin eine sofortige Entscheidung zur See suchen wollten, setzte er sich im Rat der Feldherren durch mit der Ansicht, dass dies nach dem bereits Erreichten ein unnötiges Risiko darstelle und dass es besser sei, die Belagerung sofort abzubrechen, um einen sicheren Hafen anzulaufen.
Als die peloponnesisch-syrakusische Flotte am nächsten Tag Milet erreichte, hatten sich die Athener bereits unter Zurücklassung der Beute nach Samos zurückgezogen. Die Überlebenden aus Argos fuhren „im Zorn über ihr Missgeschick“ in der Schlacht gleich weiter nach Hause.

## Nachspiel in Karien
Therimenes und Tissaphernes bestätigten in Milet das spartanisch-persische Bündnis durch einen zweiten Vertrag, und nachdem sie die dortigen Schiffe aus Chios an sich gezogen hatten, machten sie sich daran, die restlichen Städte Ioniens in ihre Gewalt zu bringen. Auf Wunsch des Tissaphernes fuhren sie zuerst gegen Iasos in Karien, wo der lokale Machthaber Amorges, ein Bastardsohn des früheren Satrapen Pissouthnes, nach der Hinrichtung seines Vaters gegen die persische Herrschaft rebelliert hatte. Da niemand es für möglich gehalten hatte, dass die anrückende Flotte keine attische sein könnte, ließen die Verteidiger die Schiffe ungehindert in den Hafen. Die Stadt wurde erobert und geplündert, Amorges gefangen genommen und an den persischen Großkönig ausgeliefert. Seine überwiegend vom Peloponnes stammenden Söldner reihten die Eroberer in ihr eigenes Heer ein und sandten sie unter dem Befehl des Spartaners Pedaritos nach Erythrai zur Verteidigung von Chios.

## Bedeutung

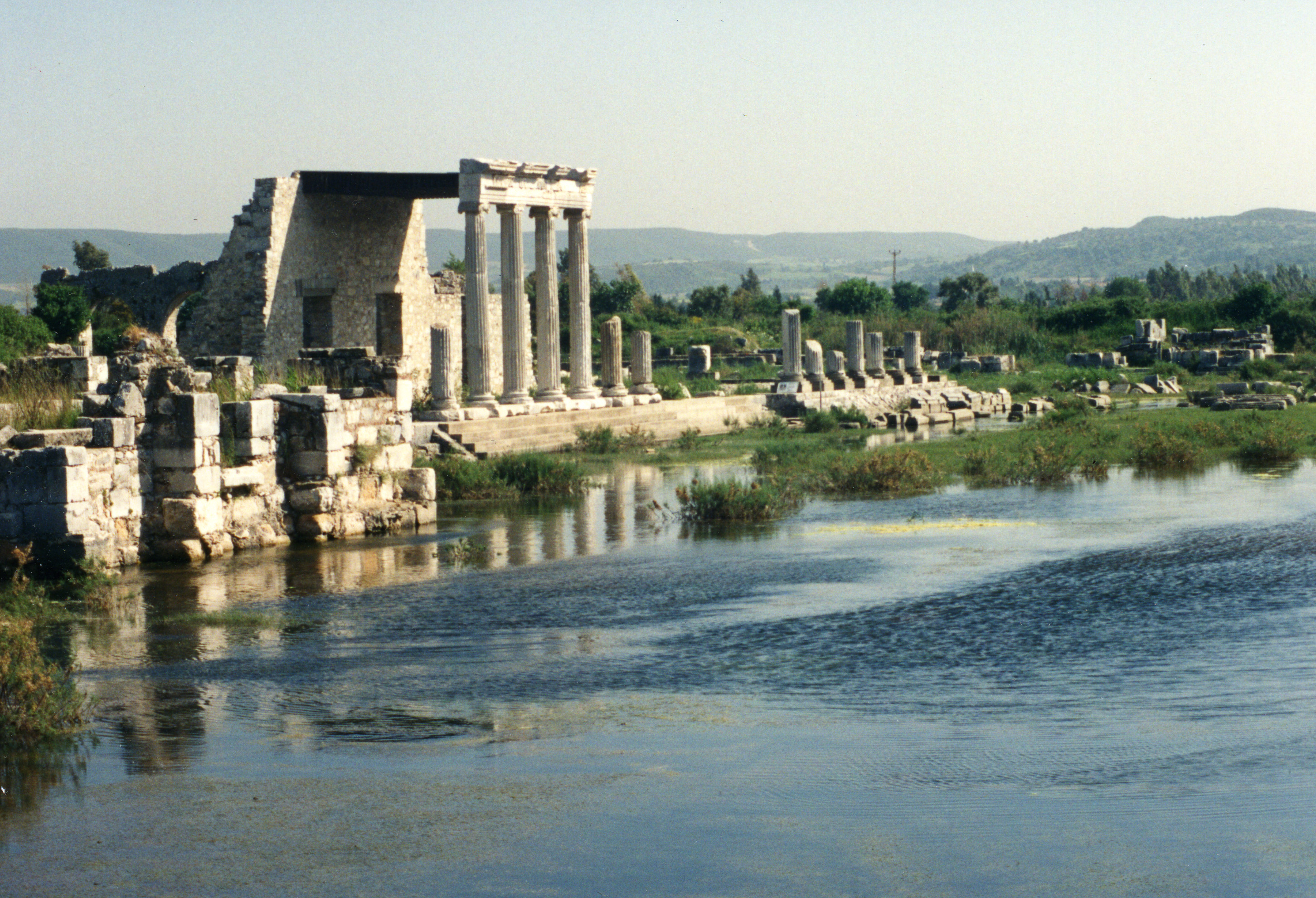
Stoa und Marktplatz von Milet

Für den Historiker Thukydides war die Schlacht von Milet Ausdruck der völligen Umkehrung aller bisherigen Verhältnisse durch die Unwägbarkeiten des Krieges: Die Seemacht Athen siegte in der Landschlacht, wobei die blasierten Dorer auf beiden Seiten den vermeintlich minderwertigen Ioniern unterlagen, musste aber anschließend vor der neuen Flotte der bisherigen Landmacht Sparta weichen.
Mit dem „halben Sieg“ von Milet verlor Athen endgültig seinen Einfluss auf die Geschicke Ioniens, das bis zum Kriegsende an der Seite Spartas kämpfte. Argos fiel als Mitstreiter Athens ebenfalls aus. Dennoch attestierte Thukydides dem 411 v. Chr. auf dem Markt von Athen ermordeten Strategen Phrynichos in der gegebenen Situation richtige Einsicht in die nurmehr begrenzten Möglichkeiten der attischen Flotte.
Die Schlacht von Milet war nach dem Abfall von Chios die zweite bedeutende Waffentat des Alkibiades im Dienste Spartas zum Schaden seiner Heimatstadt Athen. Danach besann er sich wieder seiner Abstammung und trachtete nach einer Möglichkeit zur Rückkehr. Hierzu suchte er insbesondere seine bei Milet begründete Freundschaft mit Tissaphernes zu nutzen, um das Bündnis Spartas mit dem Perserreich zu hintertreiben. Dabei setzte er auf die Tatsache, dass Tissaphernes mit der Niederschlagung des Aufstands in Karien sein Hauptziel bereits erreicht hatte, ein Kalkül, das jedoch nach einem Jahr an den weiterreichenden Plänen des Großkönigs scheiterte.

## Folgen
Sybota – Potidaia – Spartolos – Stratos – Naupaktos – Plataiai – Olpai – Tanagra – Pylos – Sphakteria – Korinth – Megara – Delion – Amphipolis – Mantineia – Melos – Syrakus – Milet – Syme – Eretria – Kynossema – Abydos – Kyzikos – Ephesos – Chalkedon – Byzanz – Andros – Notion – Mytilene  – Arginusen – Aigospotamoi
Die vereinigte Flotte der Peloponnesier, Ionier und Syrakuser sollte die Athener noch zwei weitere Jahre in Atem halten, ehe sie im Frühjahr 410 v. Chr. mit der Schlacht von Kyzikos durch den inzwischen wieder in athenische Dienste getretenen Alkibiades wenigstens vorübergehend ausgeschaltet werden konnte. Der in Milet abgeschlossene und mehrfach erneuerte Bündnis- und Subsidienvertrag ermöglichte Sparta indes mit persischem Geld die rasche Wiederherstellung seiner Flottenmacht, die in der Schlacht bei Aigospotamoi 405 v. Chr. schließlich die Oberhand behielt.
Nach der Niederlage Athens und dem Frieden des Jahres 404 v. Chr. wurden die Städte Ioniens zum Streitobjekt zwischen Sparta und dem Perserreich, das nun den in Milet vereinbarten Preis einforderte, den Sparta nicht zu zahlen bereit war. Nach dem Korinthischen Krieg kamen die Städte auf dem kleinasiatischen Festland mit dem Königsfrieden des Jahres 386 v. Chr. wieder unter persische Herrschaft, aus der sie erst 334 v. Chr. durch Alexander den Großen befreit wurden.